# Асланов, Александр Петрович
Алекса́ндр Петро́вич Асла́нов (Асланян; 10 октября 1874, Баку — 11 июля 1960, Детройт, Мичиган или Нью-Йорк, Нью-Йорк) — российский дирижёр, композитор.

## Биография
Окончив Московское филармоническое музыкальное училище (где учился вместе с Сергеем Кусевицким), работал оперным дирижёром в городах России; в качестве пианиста аккомпанировал Кусевицкому-контрабасисту. С 1908 года, по окончании Петербургской консерватории, — дирижёр Мариинского театра; там же заведовал Музеем имени Э. Ф. Направника.
Одновременно в 1909—1916 годах руководил летними симфоническими концертами в Павловске, давал до 25 концертов в сезон. В 1911 году дирижировал также в Баку в спектаклях Русской оперы на сцене Большого оперного театра братьев Маиловых.
В 1921 году эмигрировал; в том же году участвовал в оперном симпозиуме в Париже.
С 1923 года жил в Нью-Йорке. В 1924 с женой организовал звуковую студию (действовала до 1951 года). В 1930 году встречался здесь с Сергеем Прокофьевым, совершавшим концертное турне. В 1930-е годы входил в состав Пушкинского комитета (созданного в связи со 100-летием со дня смерти поэта). В марте 1946 года дал концерт в честь 50-летия своей творческой деятельности.
Позднее давал уроки музыки и пения в Детройте.

### Семья
Жена — Надежда Александровна Эйхенвальд (1881 — 29.07.1951), сестра Маргарита Эйхенвальд, певица.

## Творчество
В программы концертов в зале Павловского вокзала включал произведения русских и зарубежных композиторов, в том числе Сергея Рахманинова, Николая Мясковского, Клода Дебюсси, Густава Малера, Николая Римского-Корсакова.
13 (26) мая 1911 года в его концерте в Павловске выступал Яша Хейфец. Там же в августе 1912 года дирижировал 1-м фортепианным концертом Прокофьева, а 23 августа (5 сентября) 1913 года дирижировал на премьере его 2-го фортепианного концерта (солировал автор).
Один из лучших исполнителей «Литургии» Макара Екмаляна.
В 1932 году в США дирижировал в спектаклях Русской гранд-оперы М. П. Пантелеева.

### Избранные сочинения
Автор музыкальных произведений, издал сборник армянских песен.
- Лядов А. К. Музыкальная табакерка (соч. 32) — переложение для голоса и фортепиано[17]

### Избранные труды
- Асланов А. Три концерта: Музыкальный форум Курт Шиндлера; Нина Кошиц; Квартет Кедрова // Новое русское слово. — Нью-Йорк, 1928. — 23 января (№ 5475). — С. 3.
- Асланов А. Настоящее! (Концерт Квартета Кедрова) // Новое русское слово. — Нью-Йорк, 1929. — 12 января (№ 5830). — С. 2.
- Асланов А. Александр Тихонович Гречанинов: (К концерту 18 января) // Новое русское слово. — Нью-Йорк, 1929. — 13 января (№ 5831). — С. 3: портр.
- Асланов А. Концерт Павла Коханского // Новое русское слово. — Нью-Йорк, 1929. — 12 февраля (№ 5861). — С. 3.
- Асланов А. Гречанинов и его литургия // Новое русское слово. — Нью-Йорк, 1929. — 28 марта (№ 5905). — С. 2.
- Асланов А. «Царская невеста»: (Опера Н. А. Римского-Корсакова) // Новое русское слово. — Нью-Йорк, 1929. — 14 мая (№ 5952). — С. 2.
- Асланов А. Александр Ильич Зилоти: (К концерту 15 октября) // Новое русское слово. — Нью-Йорк, 1929. — 13 октября (№ 6104). — С. 10.
- Асланов А. Величайший триумф Александра Ильича [Зилоти] // Новое русское слово. — Нью-Йорк, 1929. — 18 октября (№ 6109). — С. 2.
- Асланов А. А. К. Глазунов // Новое русское слово. — Нью-Йорк, 1929. — 10 ноября (№ 6132). — С. 2: портр.
- Асланов А. Антон Григорьевич Рубинштейн: (К столетию со дня рождения — 29 ноября 1829—1929 гг.) // Новое русское слово. — Нью-Йорк, 1929. — 1 декабря (№ 6153). — С. 2: портр.
- Асланов А. К концерту М. М. Куренко // Новое русское слово. — Нью-Йорк, 1930. — 26 января (№ 6209). — С. 4: портр.
- Асланов А. Садко: Опера Н. А. Римского-Корсакова (Театр Метрополитен) // Новое русское слово. — Нью-Йорк, 1930. — 11 февраля (№ 6225). — С. 2; 12 февраля (№ 6226). — С. 2.
- Асланов А. С. В. Рахманинов — дирижёр // Новое русское слово. — Нью-Йорк, 1932. — 18 декабря (№ 7265). — С.2[18].
- Асланов А. Композитор Александр Порфирьевич Бородин: (К столетию со дня рождения 12 ноября 1834—1934 гг.) // Новое русское слово. — Нью-Йорк, 1934. — 11 ноября (№ 7958). — С. 4.
- Асланов А. Национализм в музыке // Новое русское слово. — Нью-Йорк, 1935. — 21 апреля (№ 8118). — С. 3.
- Асланов А. Пушкинская музыка // Новое русское слово. — Нью-Йорк, 1937. — 7 февраля (№ 8771). — С. 12, 13.
- Асланов А. Фёдор Иванович Шаляпин: Личные воспоминания, историческая роль: Доклад, прочитанный вчера в Русском клубе на интимном вечере памяти Ф. И. Шаляпина // Новое русское слово. — Нью-Йорк, 1938. — 8 мая (№ 9225). — С. 2.
- Асланов А. Первые шаги Сергея Прокофьева // Новое русское слово. — Нью-Йорк, 1953. — 15 марта (№ 14932). — С. 3.